# Чаров, Роман Исидорович
Роман Исидорович Чаров (настоящее имя Абрам Иссерович Гурович, в Европе известен как Романо Чаров-Чарини, итал. Romano Ciaroff-Ciarini; 1878, Николаев — 1964, Одесса) — российский оперный певец (лирический тенор). Заслуженный деятель искусств Таджикской ССР (1945).

## Биография
В 1900—1901 гг. изучал горное дело в Льеже. Вернувшись в Россию, окончил Петербургскую консерваторию, ученик Станислава Габеля. В 1905 году исполнил заглавную партию в петербургской премьере оперы Н. А. Римского-Корсакова «Кащей Бессмертный» — эта постановка воспринималась как протест против наступления политической реакции.
В 1907—1911 гг. выступал в Киеве, Одессе, Харькове, Казани, Екатеринбурге, Перми, дебютировал в Мариинском театре в партии Ленского («Евгений Онегин» Чайковского). В 1911—1925 гг. пел преимущественно на западноевропейских сценах, главным образом в Италии, но также в Барселоне, Лондоне, Цюрихе, Бухаресте, Варшаве. Среди прочего пел Ромео в «Ромео и Джульетте» Шарля Гуно (Варшава, 1913, вместе с Бертой Кроуфорд), Альфреда в «Травиате» Джузеппе Верди (Болонья, 1918), Вильгельма Мейстера в «Миньоне» Амбруаза Тома (Бари, 1918).
В 1925 г. вернулся в СССР. В 1927 г. совершил гастрольную поездку по стране вместе с Лидией Липковской и Валерией Барсовой. Затем пел в Баку, в годы войны работал в эвакуации в Таджикистане. В послевоенные годы в Ленинграде, в 1948—1956 гг. преподавал в музыкальном училище имени Мусоргского.
Обладал лёгким, ровным голосом тёплого тембра и обширного диапазона, музыкальной культурой, ярким сценическим темпераментом. С лёгкостью преодолевал технические пассажи любой трудности. Критики называли певца «русским итальянцем».
Оставил ряд записей, осуществлённых в 1910—1913 гг.

## Семья
Братья: Николай Исидорович Николаи (Гурович) — певец и вокальный педагог; Арнольд (Аарон) Исидорович Рахманов (Гурович; 1886—1970) — пианист, дирижёр и композитор, ученик Анны Есиповой и Николая Черепнина, с 1923 г. в эмиграции в Париже.
Первая жена — Раиса Львовна Гурович, она же Чарова (урождённая Зелихман), дочь Льва Львовича Зелихмана (1844—1916), владельца спичечной фабрики в Самаре и инициатора строительства городской синагоги. Дочери — Нина и Мария.
Вторым браком был женат на своей аккомпаниаторше, пианистке Ролли Раич (настоящая фамилия Равикович, 1899—1992).